# Maria Majocchi
Maria Majocchi Plattis, detta anche Jolanda o più raramente Viola d'Alba e Margheritina di Cento (Cento, 23 aprile 1864 – Cento, 8 agosto 1917), è stata una scrittrice e giornalista italiana.

## Biografia
Era figlia del musicista e politico Antonio e della letterata Lavinia Agnoletti (da cui in particolare ebbe formazione in ambito letterario e musicale), nipote del filologo Gaetano Majocchi, sorella della scrittrice Bruna e moglie del marchese Fernando Plattis, sposato nel 1884 con cui ebbe un figlio, Giovan Battista, detto Gino. Ha suonato con le sorelle in compagnia della nota musicista Amelia Sarti: vennero ricordate dal tenore Giuseppe Borgatti, che raccontò di fermarsi spesso sotto la finestra della loro casa ad ascoltarle estasiato.
È stata una scrittrice e giornalista. Scelse nel 1882 lo pseudonimo Jolanda, riferendosi al nome di un personaggio dell'opera Una partita a scacchi di Giuseppe Giacosa.
Acquisì un'ottima conoscenza della lingua francese tanto che già a 17 anni collaborò come traduttrice di racconti con la rivista La Poupée modèle, alla quale era abbonata.
All'età di 15 anni debuttò sulla rivista letteraria Cordelia partecipando al concorso Palestra delle giovinette con la poesia Il fior della ventura, pubblicata dalla rivista con lo pseudonimo Margheritina di Cento. Era un periodico "per giovanette" fondato nel 1884 da Angelo De Gubernatis. Ne curò la rubrica della posta e vi pubblicò recensioni letterarie sotto lo pseudonimo Viola d'Alba; ne assunse la direzione in successione a Ida Baccini dal 1911 fino al 1917 (anno della sua morte, in seguito venne diretto dalla sorella Bruna). Riunì le lettrici con l'Associazione Cordelia pro-reclusi, nata per portare la lettura nelle carceri; l'associazione ebbe successo e portò alla nascita dell'Associazione Cordelia pro-ciechi, che si occupò della rivista scritta in braille.
Collaborò con varie altre riviste dell'epoca, tra cui Nuova Parola di Cervesato, Natura e arte, Fanfulla della domenica, Rassegna nazionale e Marzocco, di cui vinse due premi letterari. Nel 1898 fondò e diresse Rassegna moderna di letteratura e arte, con Luigi Federzoni, e nel 1901 diresse Vittoria Colonna, il periodico letterario scientifico artistico per le donne italiane.
Ha pubblicato numerosi romanzi e raccolte di racconti, pubblicati per la maggior parte dalla casa editrice Cappelli. Il suo romanzo di maggior successo fu Le tre marie, scritto nel 1894, con centomila copie vendute: ottenne ben venti ristampe. Nel 1906 la Società Bibliografica Italiana condusse un'inchiesta che la indicò come la scrittrice più letta nelle biblioteche cattoliche. Nel 1907 pubblicò un libro di galateo Eva regina: ebbe notevole successo poiché a fianco dei luoghi comuni della gestione della casa trattò di argomenti considerati scandalosi, quali mestruazioni, sesso, matrimonio, parto e divorzio.
I temi ricorrenti delle sue opere sono stati a sfondo di denuncia sociale e con qualche accenno femminista. Ha utilizzato toni contenuti, cercando di trovare un punto d'incontro con i valori tradizionali, in particolare dava grande importanza all'istruzione femminile cercando di metterla in parallelo alla gestione della casa, alla crescita della prole e alla religiosità.

## Opere

### Poesia
- Fiori Secchi, Cappelli Editori, 1894

### Racconti
- Fiammelle, Castrocaro (Forlì), Ed. Barboni, 1898
- Le spose mistiche, Rocca S. Casciano, Stab. Tip. Licino Cappelli Edit., 1898
- Sulla via degli incanti, Milano, Ed. L. F. Cogliati, 1906
- Amor silenzioso: novelle, Rocca S. Casciano, Ed. L. Cappelli, 1908

### Romanzi
- Iride, Firenze, Ed. Succ. Le Monnier, 1893
- Le tre Marie, Rocca S. Casciano, Ed. L. Cappelli, 1894
- Il libro dei miraggi, Rocca San Casciano, Ed. Cappelli, 1894
- Nel paese delle chimere : poemetti e fantasie, Rocca S. Casciano, Ed. L. Cappelli, 1897
- La rivincita, Rocca San Casciano, Ed. Cappelli, 1899
- Sotto il paralume color di rosa, Firenze : Ufficio della Rassegna Nazionale, 1900
- Fiori e sogni, Milano, Ed. Stab. Tip. Della Casa Edit. Ditta Giacomo Agnelli, 1901
- Alle soglie dell'eternità, Milano Palermo, Ed. Remo Sandron, 1902
- La maggiorana, Rocca S. Casciano, Ed. Licinio Cappelli Tip. Edit., 1903
- Suor Immacolata, Bologna - Rocca San Casciano, Ed. L. Cappelli, 1904
- Le indimenticabili, Milano, Libr. Edit., Lombarda, 1905
- Dopo il sogno: Romanzo per signorine, Bologna, Ed. N. Zanichelli, 1906
- Le ultime vestali, Città di Castello, Scuola Tip. Cooperativa Ed., 1908
- Lettere a Lydia, Rocca San Casciano, Ed. Cappelli, 1908
- Il crisantemo rosa, Rocca San Casciano, Ed. Cappelli, 1908
- Accanto all'amore, Rocca S. Casciano, Ed. L. Cappelli, 1909
- Il Rosario d'ametiste: piccoli motivi poetici, Rocca S. Casciano, Ed. L. Cappelli, 1909
- Cor ultimum moriens, Rocca S. Casciano, Ed. L. Cappelli, 1911
- Prato fiorito, Rocca San Casciano, Ed. Cappelli, 1911
- La Perla, Rocca S. Casciano, Ed. L. Cappelli, 1917
- Pagine mistiche, pubblicato postumo a cura di Arturo Lancellotti, Bologna, Ed. Cappelli, 1919

### Prefazioni
- Ombre di sogni: versi di Angiolo Lanza, Piacenza, Stabilimento tipografico piacentino, 1898
- Piccole anime senza corpo di Ricciotto Canudo, Castrocaro, Stab. Tip. Amilcare Barboni Edit., 1898
- La reginetta di Gastone Cavalieri, Milano, Remo Sandron Edit., 1900
- Epistolario di Federico Chopin, traduzione e note di Gualtiero Petrucci, Rocca S. Casciano, Ed. Licinio Cappelli, 1907
- Visioni umbre di Alberto Cappelletti, Città di Castello, Soc. tip. editrice cooperativa, 1910
- Tommasina Guidi nella vita e nell'arte, di Catina Rossi Tabellini, Rocca S. Casciano, Ed. L. Cappelli, 1912
- Fiori selvaggi di Adele Albieri, Roma, Ed. G. U. Nalato, 1913
- Fiabe antiche di Zeffira Bianchi Milanesi, Massa Marittima, Ed. F. Fiorini e C., 1913
- Per amore! di Maria Dardi, Rocca S. Casciano, Ed. L. Cappelli, 1914
- Novelle italiche di Larissa Siotto Ferrari, Rocca S. Casciano, Ed. L. Cappelli, 1915
- Il batuffolo nero: pagine di Guerra di Lamberto Toschi-Vespasiani, Pavia, Ed. Tip. Succ. Bruni, 1916

### Scritti di vario genere
- Le donne dei poemi di Wagner, Milano, Ed. Max Kantorowicz, 1893
- Per la Croce rossa: discorso, Bologna, Ed. Soc. Tip. Azzoguidi, 1890
- Dal mio verziere: saggi critici, Rocca S. Casciano, Licinio Cappelli editore, 1896
- Le ignote, Bologna, Ditta Nicola Zanichelli Tip. Edit., 1899
- Il libro delle ore, Rocca San Casciano, Ed. Cappelli, 1901
- Il rosario d'ametiste, Rocca San Casciano, Ed. Cappelli, 1901
- Note d'arte e impressioni veneziane, Rocca S. Casciano, Licinio Cappelli Tip. Edit., 1903
- Miniature francescane, Rocca S. Casciano, Ed. L. Cappelli, 1907
- Eva regina: il libro delle signore. Consigli e norme di vita femminile contemporanea, Milano, Ed. A. De Mohr e C., 1907
- Donne che avete intelletto d'amore: conversazioni femminili, Rocca S. Casciano, Ed. L. Cappelli, 1909
- L'arte del ricamo: Discorso inaugurale della Esposizione-vendita di lavori femminili, tenuto in Ferrara il 12 Maggio 1912, Ferrara, Ed. Tip. Bresciani Succ., 1912
- Fiori del pensiero, Rocca San Casciano, Ed. Cappelli, 1912